# Związek gmin Oberes Schlichemtal
Związek gmin Oberes Schlichemtal – związek gmin (niem. Gemeindeverwaltungsverband) w Niemczech, w kraju związkowym Badenia-Wirtembergia, w rejencji Tybinga, w regionie Neckar-Alb, w powiecie Zollernalb. Siedziba związku znajduje się w mieście Schömberg.
Związek zrzesza jedno miasto i siedem gmin wiejskich:
- Dautmergen, 407 mieszkańców, 4,54 km²
- Dormettingen, 1 033 mieszkańców, 6,55 km²
- Dotternhausen, 1 862 mieszkańców, 10,0 km²
- Hausen am Tann, 492 mieszkańców, 8,49 km²
- Ratshausen, 768 mieszkańców, 5,77 km²
- Schömberg, miasto, 4 642 mieszkańców, 23,27 km²
- Weilen unter den Rinnen, 627 mieszkańców, 3,08 km²
- Zimmern unter der Burg, 476 mieszkańców, 5,05 km²